# Radek Černý
Radek Černý (Prága, 1974. február 18. –) cseh válogatott labdarúgó. Játszott az angol Tottenham Hotspur és a Queens Park Rangers csapatában is.

## Pályafutása

### Slavia Praha
Karrierjét az FC Union Cheb csapatánál kezdte. Innen ment az SK Slavia Prahához, ahol 8 évet töltött, mielőtt kölcsönbe adták az angol Tottenham Hotspur-nek 18 hónapra 2005 januárjában, hogy pótolja a Borussia Mönchengladbach-hoz igazolt Kasey Kellert. Később ezt a kölcsönt meghosszabbították 2008 végéig. A Spurs leigazolta Fülöp Mártont is, de Černý lett a második számú kapus.

### Tottenham Hotspur
Az angol csapatban 2005. május 1-jén mutatkozott be a sérült Paul Robinson cseréjeként az Aston Villa ellen a White Hart Lane-en.
Játszott a Peace Cup kiírásban Dél-Koreában, amit a Spurs megnyert, azonban Robinson visszatérésével ismét a cserepadra kényszerült. A 2005-06-os szezonban nem lépett pályára.
A 2006-07-es idény szintén úgy alakult, mint az előző: a bajnokság összes mérkőzésén Robinson védte a Spurs kapuját. Közben Fülöp elhagyta a csapatot, a Sunderland-hez csatlakozott. 2007 márciusában Robinson a Chelsea elleni FA Kupa negyeddöntőre megsérült, így a találkozón a cseh kapus védhetett. Az emlékezetes meccs 3-3-as döntetlennel végződött, a visszavágón már ismét Robinson volt a kapus. A szezon hátralevő részén Černý csak a cserepadon ült.
2007 októberében Martin Jol a rossz szezonkezdés miatt kénytelen volt otthagyni a csapatot, és Robinson is sokat hibázott a kapuban. A Tottenham új edzője, Juande Ramos több játéklehetőséget biztosított neki a 2007-08-as szezonban Robinson mellőzésével. Tottenham-es karrierjében így először átvehette az első számú kapus szerepét. Csapata hálóját védte többek közt az Arsenal elleni Ligakupa elődöntőn, valamint a Chelsea elleni bajnokin. Az UEFA-kupában február 14-én korábbi csapata, a Slavia Praha ellen játszott. A találkozót a Spurs nyerte 2-1-re, azonban Černý a szépítőgólnál nagyot hibázott. A következő pár mérkőzés idejére ismét Robinson védett helyette, majd a kapus sérülése miatt ismét ő állhatott a kapuba.

### Queens Park Rangers
A szezon végén elhagyta a Tottenham-et, mivel a szerződése lejárt. Az új klubja a másodosztályban szereplő Queens Park Rangers lett, kétéves szerződést írt alá a csapatnál. A Barnsley ellen debütált a Loftus Road-on, csapata 2–1-re nyert.

### Válogatottság
Korábban a cseh U21-es válogatott kapusa volt. A felnőtt válogatottban 3 mérkőzésen játszott.

## Statisztika
Utolsó frissítés: 2008. december 6.
| Csapat              | Szezon | Bajnokság | Bajnokság | Kupa    | Kupa  | UEFA    | UEFA  | Összesen | Összesen |
| Csapat              | Szezon | Meccsek   | Gólok     | Meccsek | Gólok | Meccsek | Gólok | Meccsek  | Gólok    |
| ------------------- | ------ | --------- | --------- | ------- | ----- | ------- | ----- | -------- | -------- |
| SK Slavia Praha     | 96-97  | ?         | 0         | ?       | 0     | ?       | 0     | 7        | 0        |
| SK Slavia Praha     | 97-98  | ?         | 0         | ?       | 0     | ?       | 0     | 6        | 0        |
| SK Slavia Praha     | 98-99  | ?         | 0         | ?       | 0     | ?       | 0     | 25       | 0        |
| SK Slavia Praha     | 99-00  | ?         | ?         | 0       | ?     | 2       | ?     | 30       | 1        |
| SK Slavia Praha     | 00-01  | ?         | 0         | ?       | 0     | 0       | 0     | 30       | 0        |
| SK Slavia Praha     | 01-02  | ?         | 0         | ?       | 0     | ?       | 0     | 16       | 0        |
| SK Slavia Praha     | 02-03  | ?         | 0         | ?       | 0     | ?       | 0     | 25       | 0        |
| SK Slavia Praha     | 03-04  | ?         | 0         | ?       | 0     | ?       | 0     | 22       | 0        |
| SK Slavia Praha     | 04-05  | ?         | 0         | ?       | 0     | ?       | 0     | 16       | 0        |
| Össz.               |        | ?         | 0         | ?       | 0     | 2       | ?     | 177      | 0        |
| Tottenham Hotspur   | 04-05  | 3         | 0         | 0       | 0     | -       | -     | 3        | 0        |
| Tottenham Hotspur   | 05-06  | 0         | 0         | 0       | 0     | -       | -     | 0        | 0        |
| Tottenham Hotspur   | 06-07  | 0         | 0         | 4       | 0     | 1       | 0     | 5        | 0        |
| Tottenham Hotspur   | 07-08  | 13        | 0         | 4       | 0     | 3       | 0     | 20       | 0        |
| Össz.               |        | 16        | 0         | 8       | 0     | 4       | 0     | 28       | 0        |
| Queens Park Rangers | 08-09  | 21        | 0         | 3       | 0     | -       | -     | 24       | 0        |
| Össz.               |        | 21        | 0         | 3       | 0     | 0       | 0     | 24       | 0        |
| Összesen            |        | ?         | ?         | ?       | ?     | ?       | ?     | 205      | 1        |